# Elecciones municipales de Huaraz de 1993
Las elecciones municipales de Huaraz de 1993 se llevaron a cabo el 29 de enero de 1993 para elegir al alcalde y al Concejo Provincial de Huaraz para el periodo 1993-1995. La elección se celebró simultáneamente con elecciones municipales en todo el país.

## Sistema electoral
La Municipalidad Provincial de Huaraz es el órgano administrativo y de gobierno de la provincia de Huaraz. Está compuesta por el alcalde y el Concejo Provincial.
La votación del alcalde y el concejo se realiza en base al sufragio universal, que comprende a todos los ciudadanos nacionales mayores de dieciocho años, empadronados y residentes en la provincia de Huaraz y en pleno goce de sus derechos políticos, así como a los ciudadanos no nacionales residentes y empadronados en la provincia de Huaraz.
El Concejo Provincial de Huaraz está compuesto por 19 regidores elegidos por sufragio directo para un período de tres (3) años, en forma conjunta con la elección del alcalde (quien lo preside). La votación es por lista cerrada y bloqueada. Se asigna a la lista ganadora los escaños según el método d'Hondt o la mitad más uno, lo que más le favorezca.

## Composición del Concejo Provincial de Huaraz
La siguiente tabla muestra la composición del Concejo Provincial de Huaraz antes de las elecciones.
| Partidos | Partidos                        | Regidores |
| -------- | ------------------------------- | --------- |
|          | Frente Democrático              | 11        |
|          | Izquierda Unida                 | 3         |
|          | Acuerdo Socialista de Izquierda | 3         |
|          | Partido Aprista Peruano         | 2         |

## Partidos y candidatos
A continuación se muestra una lista de los principales partidos y alianzas electorales que participaron en las elecciones:
| Candidatura | Candidatura | Partidos y alianzas | Candidatos | Candidatos                | Ideología                                                  | Resultado previo | Resultado previo | Ref. |
| Candidatura | Candidatura | Partidos y alianzas | Candidatos | Candidatos                | Ideología                                                  | Votos (%)        | Reg.             | Ref. |
| ----------- | ----------- | --- | ---------- | ------------------------- | ---------------------------------------------------------- | ---------------- | ---------------- | ---- |
|             | AP          | Lista - Acción Popular (AP) |            | Nelly Villanueva Figueroa | Humanismo Nacionalismo cívico Reformismo                   | 34.51%           | 11               |      |
|             | Libertad    | Lista - Movimiento Libertad (Libertad) |            | Carlos Isla Guanilo       | Liberalismo clásico Democracia liberal Republicanismo      | 34.51%           | 11               |      |
|             | PPC         | Lista - Partido Popular Cristiano (PPC) |            | Raúl Valle Espinoza       | Democracia cristiana Conservadurismo Liberalismo económico | 34.51%           | 11               |      |
|             | IU          | Lista - Izquierda Unida (IU) – Unión de Izquierda Revolucionaria (UNIR) – Partido Comunista Peruano (PCP) – Frente Obrero Campesino Estudiantil y Popular (FOCEP) |            | Julio Gonzales Ríos       | Marxismo-leninismo Mariateguismo Socialismo democrático    | 22.97%           | 3                |      |
|             | APRA        | Lista - Partido Aprista Peruano (APRA) |            | Teodoro Saavedra Tinoco   | Aprismo                                                    | 14.94%           | 2                |      |
|             | FNTC        | Lista - Frente Nacional de Trabajadores y Campesinos (FNTC) |            | Abel Rodríguez Guzmán     | Nacionalismo de izquierda Tahuantinsuyismo                 | 2.72%            | 0                |      |
|             | MDI         | Lista - Movimiento Democrático de Izquierda (MDI) |            | Francisco Huerta Berríos  | Socialismo democrático                                     | Nuevo            | Nuevo            |      |
|             | CN          | Lista - Convergencia Nacional (CN) |            | Tjen Verheye Gevaert      | Socialismo democrático                                     | Nuevo            | Nuevo            |      |
|             | IND         | Lista - Lista Independiente Frente Cívico Ancashino Nuevo Cambio                                                                                                  |            | Pablo Romero Henostroza   | Localismo huaracino                                        | Nuevo            | Nuevo            |      |
|             | IND         | Lista - Lista Independiente Movimiento Independiente Progresista                                                                                                  |            | Antenógenes Haro Cruz     | Localismo huaracino                                        | Nuevo            | Nuevo            |      |

Otros candidatos
| Partidos y alianzas | Partidos y alianzas                               | Candidatos               |
| ------------------- | ------------------------------------------------- | ------------------------ |
|                     | Lista Independiente Frente Amplio Popular         | Jaime Minaya Castromonte |
|                     | Lista Independiente Frente Popular Nuevo Huaraz   | Duilio Aleape Mendez     |
|                     | Lista Independiente Participación Popular Peruano | Guillermo Gomero Camones |

## Resultados

### Sumario general
|                        |                                                          |              |              |              |           |           |
| Partidos y coaliciones | Partidos y coaliciones                                   | Voto popular | Voto popular | Voto popular | Regidores | Regidores |
| Partidos y coaliciones | Partidos y coaliciones                                   | Votos        | %            | ±pp          | Total     | +/−       |
|                        | Lista Independiente Frente Cívico Ancashino Nuevo Cambio | 4,123        | 18.20        | n/a          | 11        | +11       |
|                        | Partido Popular Cristiano (PPC)                          | 3,592        | 15.85        | n/a          | 2         | –9        |
|                        | Lista Independiente Movimiento Independiente Progresista | 2,981        | 13.16        | n/a          | 2         | +2        |
|                        | Acción Popular (AP)                                      | 2,390        | 10.55        | n/a          | 1         | +1        |
|                        | Izquierda Unida (IU)                                     | 2,074        | 9.15         | –13.82       | 1         | –2        |
|                        | Convergencia Nacional (CN)                               | 1,739        | 7.67         | Nuevo        | 1         | +1        |
|                        | Frente Nacional de Trabajadores y Campesinos (FNTC)      | 1,491        | 6.58         | +3.86        | 1         | +1        |
|                        | Movimiento Democrático de Izquierda (MDI)                | 1,108        | 4.89         | Nuevo        | 0         | ±0        |
|                        | Lista Independiente Frente Amplio Popular                | 782          | 3.45         | n/a          | 0         | ±0        |
|                        | Lista Independiente Frente Popular Nuevo Huaraz          | 753          | 3.32         | n/a          | 0         | ±0        |
|                        | Partido Aprista Peruano (APRA)                           | 746          | 3.29         | –11.65       | 0         | –2        |
|                        | Lista Independiente Participación Popular Peruano        | 589          | 2.60         | n/a          | 0         | ±0        |
|                        | Movimiento Libertad (Libertad)                           | 292          | 1.29         | n/a          | 0         | ±0        |
|                        |                                                          |              |              |              |           |           |
| Total                  | Total                                                    | 22,660       |              |              | 19        | ±0        |
|                        |                                                          |              |              |              |           |           |
| Votos válidos          | Votos válidos                                            | 22,660       | 58.00        | –0.52        |           |           |
| Votos en blanco        | Votos en blanco                                          | 2,846        | 7.29         | –4.34        |           |           |
| Votos nulos            | Votos nulos                                              | 13,560       | 34.71        | +4.86        |           |           |
| Votos emitidos         | Votos emitidos                                           | 39,066       | 62.81        | –0.95        |           |           |
| Abstenciones           | Abstenciones                                             | 23,130       | 37.19        | +0.95        |           |           |
| Votantes registrados   | Votantes registrados                                     | 62,196       |              |              |           |           |
|                        |                                                          |              |              |              |           |           |
| Fuente:                |                                                          |              |              |              |           |           |

## Elecciones municipales distritales

### Resultados por distrito
La siguiente tabla enumera el control de los distritos de la provincia de Huaraz. El cambio de mando de una organización política se resalta del color de ese partido.
| Distrito      | Alcalde(sa) titular                                            | Partido político                                               | Partido político                                               | Alcalde(sa) electo(a)    | Partido político | Partido político          |
| ------------- | -------------------------------------------------------------- | -------------------------------------------------------------- | -------------------------------------------------------------- | ------------------------ | ---------------- | ------------------------- |
| Cochabamba    | Sin autoridades electas                                        | Sin autoridades electas                                        | Sin autoridades electas                                        | Julia Jáuregui Berrospi  |                  | Cochabamba                |
| Colcabamba    | Manuel Gonzales Alegre                                         |                                                                | Partido Aprista Peruano                                        | Tito Reynalte Cermeño    |                  | Partido Popular Cristiano |
| Huanchay      | Sin autoridades electas                                        | Sin autoridades electas                                        | Sin autoridades electas                                        | Atico Mendoza León       |                  | Villa Huanchay            |
| Independencia | Creación del distrito (D. L. N° 25852, 6 de noviembre de 1992) | Creación del distrito (D. L. N° 25852, 6 de noviembre de 1992) | Creación del distrito (D. L. N° 25852, 6 de noviembre de 1992) | Víctor Moreno Quiroz     |                  | Frente Cívico Ancashino   |
| Jangas        | Francisco Glandel Ramírez                                      |                                                                | Izquierda Unida                                                | Víctor Aguilar Yanac     |                  | Patrón San Isidro         |
| La Libertad   | Sin autoridades electas                                        | Sin autoridades electas                                        | Sin autoridades electas                                        | Octavio Aguedo Vásquez   |                  | Izquierda Unida           |
| Olleros       | Sin autoridades electas                                        | Sin autoridades electas                                        | Sin autoridades electas                                        | Manuel Maguiña Trejo     |                  | Frente Cívico Ancashino   |
| Pampas        | Sin autoridades electas                                        | Sin autoridades electas                                        | Sin autoridades electas                                        | Máximo Alegre Henostroza |                  | Partido Popular Cristiano |
| Pariacoto     | Alberto Palacios Quijano                                       |                                                                | Izquierda Unida                                                | Marcelino Ramírez Carlos |                  | Lista Independiente N° 37 |
| Pira          | Sin autoridades electas                                        | Sin autoridades electas                                        | Sin autoridades electas                                        | Fidel La Rosa Sánchez    |                  | Partido Popular Cristiano |
| Tarica        | Sin autoridades electas                                        | Sin autoridades electas                                        | Sin autoridades electas                                        | Teófilo Romero Obregón   |                  | Frente Cívico Ancashino   |